# Sébastien Romignon Ercolini
 (septembre 2014).
Sébastien Romignon (dit Sébastien Romignon Ercolini, né à Ixelles) est un ténor lyrique belge d'origine italienne.

## Biographie
Sébastien Romignon Ercolini commence sa formation de chant auprès de la contralto Paule Daloze, à Bruxelles et poursuit son cursus au Conservatoire royal de Mons, auprès des ténors Thierry Migliorini et Jacques Legrand, ensuite au Conservatoire du Grand Duché de Luxembourg, auprès du baryton Louis Landuyt. Il y obtient ses 1er Prix, Prix supérieur et le Prix spécial Christiane Join.

Sébastien Romignon aborde l'opéra comique, l'opéra, la mélodie française et italienne, le lieder et l'oratorio.
En 2010, il fait ses débuts à l'opéra Royal de Wallonie, à Liège, dans le rôle d'Armand de Clerval dans l'opéra Thérèse de Jules Massenet. 
En 2011, il interprète le rôle du Cavaliere Giocondo à l'occasion de la création hollandaise de la Pietra del paragone de G. Rossini mise en scène par le ténor Laurence Dale, dans une scénographie et des costumes imaginés par Garry McCann. 
Depuis l'année 2008, Il est le soliste invité du spectacle de l'Ommegang de Bruxelles, mis en espace par Giles Daoust,  qui rassemble plus de 1400 figurants sur la Grand Place de Bruxelles et y interprète les créations musicales de Ernst W. Meinrath ("Benedictio", "Maria fa la pioggia" et "Libertas")). Il partage la scène avec des artistes et personnalités tels que Eric-Emmanuel Schmitt, Patrick Poivre d'Arvor, Stéphane Bern, Ozark Henry, Jean-Pierre Castaldi, Jacques Weber, Francis Huster, Annie Cordy, Frédéric Difenthal,...
L'été 2013 marque ses débuts à Vienne, à l'occasion des Festspiele de Gars (Opernair), dans le rôle du Comte Almaviva dans le Barbier de Séville de G.Rossini dans une mise en scène de Karel Drgac et sous la direction de Ivan Parik, Cristian Orosanu et Levente Török.
En février 2014, il débute dans le rôle de Belmonte dans l'Enlèvement au Sérail de W.A.Mozart à l'Opéra Royal de Wallonie sous la direction musicale de Massimo Donadello.
Il travaille notamment dans les mises en scène de Laurence Dale, Daniel Donies, Gilles et Corinne Benizzio (Shirley et Dino), Isabelle Kabatu et Stefano Giuliani, Jacques Taylès, Jacques Legrand, Hervé Fabre, Karel Drgac, etc. Il chante notamment sous la direction de David Miller, Ivo Meinen, Jean-Pierre Haeck, Philippe Gérard (La Chapelle musicale de Tournai), Cyril Englebert (ORW), Michel Van den Bossche (l'orchestre Hainaut-Picardie), Michel Méaux, Éric Delson, Étienne Rappe, Xavier Haag, Peter Van Heyghen (Les Muffatti), Ivan Parik, Dejan Savic, Cristian Orosanu, Gabriel Hollander, Ayrton Desimpelaere (Namur Chamber Orchestra), etc.
Après des études à l'Athénée Robert Catteau (Bruxelles) et en sciences commerciales (ICHEC - Bruxelles), et durant sa formation musicale, Sébastien Romignon Ercolini crée ARS / Artistic Business Incubator, une association de droit belge sans but lucratif qui a pour objet de promouvoir l'effort artistique au sens large. Passionné par les arts, il soutient la création artistique en permettant aux artistes, par le biais de son association, de se faire connaître du public le plus large, notamment par le biais d'expositions, de concerts, de représentations et de performances tant en Belgique qu'à l'étranger. Il participe, au sein de son association, à la création d'un Fonds d'archives musicales (photos dédicacées, lettres de compositeurs et d'interprètes, autographes, partitions, etc.) qui permet la sauvegarde de la mémoire matérielle et immatérielle des arts du spectacle et plus particulièrement l'opéra, l'opérette, la danse, l'art dramatique et le cinéma.
Sébastien Romignon Ercolini est membre de l'Union des artistes et du spectacle de Belgique (parrainé par l'illustre mezzo-soprano Lucienne Delvaux et le baryton Lionel Lhote).
En 2009, il crée avec Marie François l'école de danse Les petits rats du châtelain qui, au-delà de sa vocation artistique, de transmission et d'apprentissage de la danse classique, jazz et contemporaine dans une ambiance familiale, soutient des pouponnières et des projets d'accompagnement d'enfants en difficultés notamment en organisant à Bruxelles leur spectacle bisannuel.
En 2014, il crée "les salons de la mélodie"  en association avec le pianiste Jean-Pierre Moemaers. Les invités de cette première saison sont le baryton L'Oiseleur des Longchamps, le ténor Alexander Swan, le soprano Morgane Heyse, le soprano Hélène Bernardi, le soprano Diana Gonnissen, le mezzo-soprano Julie Bailly, le soprano Sabine Conzen...
Depuis, les saisons s'enchaînent et la liste des personnalités musicales s'est étoffée : Jérôme Varnier, Gabrielle Philiponet, Marc Labonnette, Julie Mossay, Sabine Revault d'Allones, Paul Montag, Ana Camelia Stefanescu, Albane Carrère, Sébastien Parotte, Rita Matos Alves, Sara Defrise, Paul Montag, Agathe Trebucq, 
En mars 2019, il succède à Monique Dorsel et Dolorès Oscari au poste de directeur général et artistique du Théâtre Poème. Il crée une saison très appréciée et qui permet au Théâtre Poème de renouer avec le succès. S'enchaînent des créations théâtrales, musicales, des concerts de jazz, des spectacles pour enfants, des soirées littéraires et poétiques, des conférences philosophiques, etc.

## Rôles à l’opéra
- J.Offenbach - La Fille du tambour-major : Griolet
- J.Offenbach - La Belle Hélène : Pâris
- J.Offenbach - Les Bavards : Roland
- L.Delibes - Lakmé : Gérald
- G.Bizet - Les Pêcheurs de perles : Nadir
- W.A.Mozart - Die Zauberflöte : Tamino
- W.A.Mozart - Die Entführung aus dem Serail : Belmonte
- A.M.Grétry - Zémire et Azor : Azor
- J.Massenet - Thérèse : Armand de Clerval
- G.Rossini - La Pietra del paragone : Cavaliere Giocondo
- G.Rossini - Il Barbiere di Siviglia :  Conte Almaviva
- J.Strauss - La Chauve-souris : Alfred
- Reynaldo Hahn - La Colombe de Bouddha - Yamato
- G.Puccini - La Bohème

## Rôles à l'oratorio
- W.A.Mozart - Requiem
- W.A.Mozart - Messe du couronnement
- G.Rossini - Stabat Mater
- G.Rossini - Petite Messe solennelle
- G.Bononcini - La Maddalena a piedi di Cristo
- G.Verdi - L'Inno delle Nazioni
- G.Verdi - Requiem
- C.Orff - Carmina Burana
- F.Schubert - Messe en SIb
- A.Vivaldi - Magnificat
- C.Gounod - Messe de Sainte-Cécile
- G.Puccini - Messa di Gloria

A.Dvorak - Stabat Mater